# Bruchophagus luteobasis
Bruchophagus luteobasis is een vliesvleugelig insect uit de familie Eurytomidae. De wetenschappelijke naam is voor het eerst geldig gepubliceerd in 1931 door Girault.